# The New Art Gallery Walsall
La New Art Gallery Walsall est une galerie d'art consacrée à l'art moderne et contemporain située au centre de la ville de Walsall, dans les  West Midlands, en Angleterre. 

## Histoire
La galerie est construite avec 21 millions de livres sterling de financement public, dont 15,75 millions de livres sterling de la loterie nationale britannique et des fonds supplémentaires du Fonds européen de développement régional et du City Challenge,,.
La galerie est financée par le Walsall Council et l'Arts Council England ; ce financement est en outre complété par sa propre génération de revenus. L'entrée est gratuite. Son premier directeur est Peter Jenkinson. En mai 2005, l'ancien directeur du Baltic Centre for Contemporary Art (en), Stephen Snoddy, est nommé directeur.

## Architecture
Conçu par les architectes Caruso St John, après avoir remporté un concours international de design, la galerie ouvre ses portes en janvier 2000, remplaçant l'ancienne galerie de la ville et un centre d'art qui avaient été fermés par le Conseil près d'une décennie plus tôt. Elle est officiellement inaugurée par la reine Elizabeth II le 5 mai 2000, lors de sa visite dans les West Midlands. Le bâtiment austère de la New Art Gallery remporte plusieurs prix d'architecture et a attiré plus de 237 000 visiteurs au cours de son année d'ouverture. En 2000, la galerie est présélectionnée pour le prestigieux Sterling Architecture Prize,.

## Collections

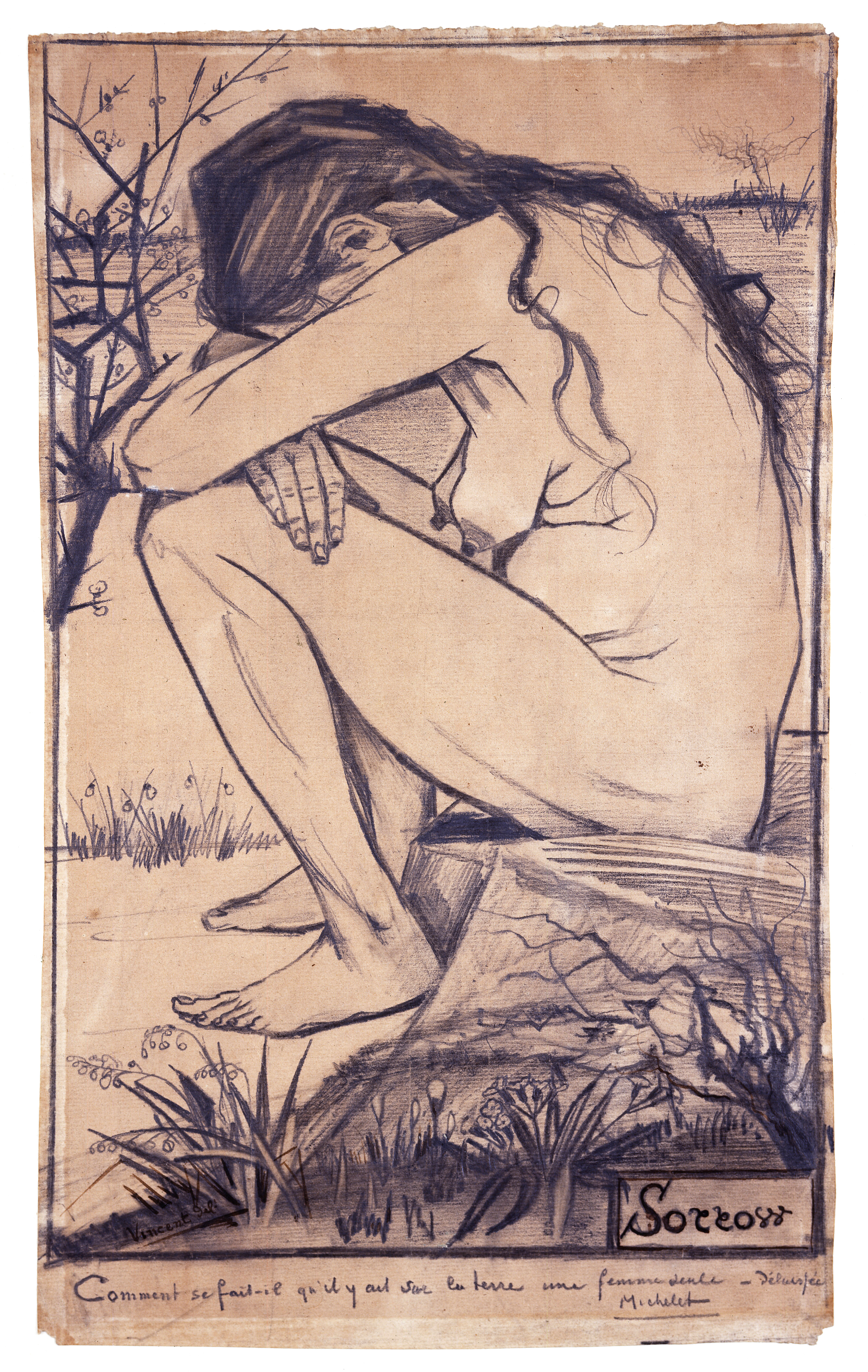
Vincent van Gogh, Sorrow.

En 2006, la galerie acquiert les archives Epstein (en), une collection de photographies, de manuscrits, de croquis et de correspondance entre Jacob Epstein et sa famille, amis, mécènes, acheteurs et galeries. En 2009, l'artiste Bob et Roberta Smith (en) est chargé de travailler aux côtés du conservateur des archives Neil Lebeter pour révéler au public les archives Epstein auparavant non documentées et inédites,. L'initiative fait partie de New Ways of Curating, un projet initié par Arts Council England.
La galerie abrite la collection Garman Ryan (en) composée de sculptures et de peintures de maîtres modernes, dont une large sélection d'œuvres de Jacob Epstein et de nombreuses œuvres importantes d'artistes européens, dont Vincent van Gogh, Claude Monet, Turner, Corot, Renoir et Constable représentés dans des estampes, croquis, dessins, peintures et sculptures,,. La collection est offerte aux habitants de Walsall en 1973 par la défunte épouse d'Epstein, Kathleen Garman (Lady Epstein) et son amie Sally Ryan.

## Expositions
Les galeries d'expositions temporaires des troisième et quatrième étages sont dédiées à l'exposition d'art contemporain et historique. La galerie a organisé des expositions personnelles d'artistes tels que Suzanne Treister, Mark Titchner, Toby Ziegler, Conrad Shawcross, Hew Locke, Joana Vasconcelos, Zarina Bhimji, Christopher Le Brun, Gordon Cheung, Layla Curtis, Anna Barriball, Adam Dant, Gavin Turk et Jonathan Yeo.
Entre 2012 et 2013, la Galerie a accueilli la première année d'exposition des œuvres de l'artiste Damien Hirst dans le cadre des ARTIST ROOMS on Tour en partenariat avec la Tate.
En 2011, la Galerie accueille l'exposition The Life of The Mind: Love, Sorrow and Obsession, organisée par l'artiste Bob et Roberta Smith (en),. Cela comprenait des œuvres clés de Sarah Lucas, Louise Bourgeois, Tracey Emin et Yayoi Kusama.
 